# 楽遜
楽 遜（がく そん、500年 - 581年）は、中国の南北朝時代の儒学者。字は遵賢。本貫は河東郡猗氏県。

## 経歴
北魏の正光年間、当時の碩儒であった徐遵明のもとで経書を学んだ。やがて山東が戦乱の渦中に陥り、学者たちは離散していったが、楽遜は学問への志を捨てなかった。永安年間、安西府長流参軍として初めて官に仕えた。
541年（大統7年）、子都督となった。543年（大統9年）、太尉の李弼に請われてその子どもたちに学問を教授した。宇文泰が賢良の人物を選んで守令に抜擢しようと、人材の推挙を求めると、相府戸曹の柳敏や行台郎中の盧光や河東郡丞の辛粲らが楽遜を推挙したが、李弼が留めて出そうとしなかった。550年（大統16年）、建忠将軍・左中郎将に任じられた。輔国将軍・中散大夫・都督に転じ、また李弼の下で西閤祭酒や功曹諮議参軍をつとめた。553年（廃帝2年）、宇文泰に召されてその子どもたちに『孝経』・『論語』・『毛詩』や服虔の注釈した『春秋左氏伝』を教授した。555年（恭帝2年）、太学助教に任じられた。
557年（孝閔帝元年）、北周が建国されると、秋官府上士の位を受けた。この年のうちに、治太学博士となり、治小師氏下大夫に転じた。譙王宇文倹以下の皇族たちが、楽遜を師として経書を学んだ。衛公宇文直が蒲州に駐屯すると、楽遜はその下で府主簿となり、車騎将軍・左光禄大夫の位を加えられた。559年（武成元年）6月、時勢の14カ条を論じて上奏した。
562年（保定2年）、遂伯中大夫に転じ、驃騎将軍・大都督に任じられた。564年（保定4年）、車騎大将軍・儀同三司の位に進んだ。565年（保定5年）、魯公宇文贇・畢公宇文賢らに儒学を講義した。566年（天和元年）、岐州刺史の陳公宇文純により賢良に推挙された。569年（天和5年）、致仕を願い出たが許されず、湖州刺史に任じられ、安邑県子に封じられた。任期を終えると長安に帰り、皇太子諫議に任じられ、再び露門で皇子に学問を教授した。578年（宣政元年）、上儀同大将軍に進んだ。579年（大象元年）、爵位を崇業郡公に進め、露門博士に任じられた。580年（大象2年）、開府儀同大将軍に進み、汾陰郡太守に任じられたが、老病を理由に固辞した。改めて東揚州刺史に任じられた。
581年（開皇元年）、家で死去した。享年は82。本官に加えて蒲陝二州刺史の位を追贈された。著書に『孝経序論』・『論語序論』・『毛詩序論』・『左氏春秋序論』・『春秋序義』があった。

## 伝記資料
- 『周書』巻45 列伝第37
- 『北史』巻82 列伝第70